# L'Arc-en-ciel - Vallée d'Aoste
Pour les articles homonymes, voir Arc-en-ciel (homonymie) et Vallée d'Aoste (homonymie).
L'Arc-en-ciel - Vallée d'Aoste (en italien, Arcobaleno Valle d'Aosta, AVdA) est une ancienne coalition de partis politiques italiens de la Vallée d'Aoste formée en 2003. En 2006, elle est membre de la coalition d'Autonomie Liberté Démocratie aux élections générales.

## Historique
Elle était composée de la Fédération des Verts (dont la section locale, les Verts alternatifs, disposait d'une certaine importance dans la région), le Parti de la refondation communiste, le Parti des communistes italiens, la Gauche démocrate et d'autres groupes locaux d'extrême gauche. 
Aux élections régionales de 2003, la coalition obtient 7.9 % des voix et trois conseillers régionaux,. 
L'Arc-en-ciel rejoint la coalition Autonomie Liberté Démocratie constituée à l'occasion des élections générales de 2006 et à nouveau présente à celles de 2008. La même année aux élections régionales, l'Arc-en-ciel totalise 5.6 % des voix et n'obtient aucun conseiller régional.
En février 2010, les Verts alternatifs choisissent de prendre leurs distances avec l'extrême gauche et fusionnent dans un nouveau parti appelé Autonomie Liberté Démocratie avec deux autres formations, Renouveau valdôtain et Vallée d'Aoste Vive,. En mars 2011, ce parti prend le nom d'Autonomie Liberté Participation Écologie (ALPE).

## Sources
- (en) Cet article est partiellement ou en totalité issu de l’article de Wikipédia en anglais intitulé « Rainbow Aosta Valley » (voir la liste des auteurs).